# Parafia Matki Bożej Nieustającej Pomocy w Paszynie
Parafia Matki Bożej Nieustającej Pomocy w Paszynie – parafia rzymskokatolicka, znajdująca się w diecezji tarnowskiej, w dekanacie Nowy Sącz Wschód, erygowana dekretem ówczesnego biskupa tarnowskiego, bpa Franciszka Lisowskiego 30 marca 1938 roku.

## Historia parafii
Wieś Paszyn została założona w XII wieku przez mieszczan nowosądeckich. Pierwsze wzmianki o niej datuje się na rok 1365. Przez wieki wieś należała do Nowego Sącza. Choć kościół we wsi został wybudowany w latach 1936-1937, to starania o samodzielność parafialną rozpoczęto już na początku XX wieku. Kamień węgielny pod nową świątynię poświęcił ordynariusz diecezji tarnowskiej bp Franciszek Lisowski. On też w lipcu 1937 roku skierował do parafii św. Małgorzaty w Nowym Sączu jako wikariusza ks. Ewarysta Michalskiego z poleceniem prac wykończeniowych przy budowie kościoła i plebanii. 
Dekretem z dnia 30 marca 1938 roku, bp ordynariusz Franciszek Lisowski ustanowił parafię w Paszynie, wydzieloną z terytorium parafii św. Małgorzaty w Nowym Sączu, a pierwszym proboszczem mianował wspomnianego ks. Ewarysta Michalskiego. Patronką kościoła ustanowiona została Matka Boża Nieustającej Pomocy. Kościół parafialny został konsekrowany 27 czerwca 1963 roku przez ówczesnego ordynariusza diecezji, bpa Jerzego Ablewicza. 
10 września 1994 roku miało miejsce poświęcenie i otwarcie Muzeum Sztuki Ludowej w Paszynie mieszczące się w osobnym budynku. Prace nad całością dzieła, jakim jest Muzeum Sztuki Ludowej w Paszynie, trwały już od 1957 roku, kiedy to myśl o takim przedsięwzięciu powziął ówczesny proboszcz parafii w Paszynie, ks. Edward Nitka. Pierwotnie dzieła sztuki ludowej gromadzone były w budynku plebanii w Paszynie, gdyż ówczesne władze komunistyczne sukcesywnie i konsekwentnie odmawiały pozwolenia na zbudowanie budynku, który mógłby pełnić funkcję muzeum. Dzieło ks. Edwarda Nitki w 1981 roku przejął ks. Stanisław Janas, następca ks. Nitki na probostwie w Paszynie. Uzyskane wreszcie zezwolenie na budowę było skutkiem solidarnościowych przemian w Polsce po 1981 roku. W roku 1982 ks. Janas skierował do władz prośbę, którą rozpatrzono pozytywnie i w tymże samym roku budowa mogła się rozpocząć. Prace trwały do 1994 roku.

## Proboszczowie parafii
Źródło:
- 1937 – 1957 – ks. Ewaryst Michalski
- 1957 – 1957 – ks. Kazimierz Krawczyk (administrator parafii)
- 1957 – 1981 – ks. Edward Nitka
- 1981 – 2010 – ks. Stanisław Janas
- 2010 – 2016 – ks. Jerzy Bulsa
- 2016 – obecnie – ks. Krzysztof Smoroński